# Deljenolistni mrkač
Deljenolistni mrkač (znanstveno ime Bidens tripartita) je enoletna zel iz družine nebinovk.

## Opis
Deljenolistni mrkač zraste do meter in pol visoko in ima okroglo in golo ali le na redko z dlačicami poraslo steblo, ki se razdeli proti vrhu rastline. Listi so peresasto deljeni v tri suličaste lističe, od katerih je srednji najdaljši. Lističi so prav tako goli ali le na redko porasli z dlačicami. Vejice, na latere se deli steblo poganjajo v nasprotjih po dve iz glavnega stebla, na istih mestih pa poganjajo tudi listi, ki so nasajeni na kratkih in dokaj debelih pecljih. 
Socvetja so koški, ki poganjajo posamično ali v parih na koncu vejic, oklepa pa jih po dvoje ovojkov. Zunanji ovojek je sestavljen iz petih do osmih podolgovato jajčastih stebelnih listkov, ki so daljši od koška. Listi notranjega ovojka so krajši in rdečkaste barve, proti koncu pa so zašiljeni. Njihov rob je tanek in belkaste barve.
Cvetovi so temno rumene barve in lijakaste oblike. Iz oplojenih cvetov se razvijejo trirobi plodovi, ki so poraščeni z dvema ali tremi ščetinami. Te ščetine služijo za raznos semena, saj se z njimi plodovi oprimejo dlake ali perja živali.

## Razširjenost in uporabnost
Deljenolistni mrkač raste po močvirjih in rečnih bregovih, pa tudi po gozdnih jasah. V ljudskem zdravilstvu se uporablja cela rastlina, ki jo nabiramo od junija doo septembra. Vsebuje karotene, čreslovinein sluzi, ki pomagajo pri zlatenici. Poleg tega poparki iz mrkača pospešujejo znojenje in varujejo sluznico.